# Nokia 1100
Nokia 1100 — двухдиапазонный мобильный телефон фирмы Nokia, упрощенная модель с монохромным экраном и фонариком, разработанная в 2002 году. Создателями данная модель называлась просто — «Пенни». Дизайн модели был разработан в Nokia Design Center в Калифорнии и был патентован болгарским дизайнером Дмитрием Механджиеским.
Nokia 1100 появилась на рынке в конце 2003 года и предназначалась для новых быстрорастущих рынков, в частности, Китая. За пять лет было продано 250 млн экземпляров этой линейки, т.е. в среднем около миллиона экземпляров в неделю. На данный момент этот телефон побил все рекорды продаж и стал самым продаваемым за всё время телефоном. Ранее лидером Nokia был телефон Nokia 3310. Модель производилась до 2009 года. Также телефон впервые представил встроенный фонарик.
Nokia 1100 стал миллиардным проданным телефоном Nokia (этот экземпляр телефона был продан в 2005 году в Нигерии).
Nokia 1101 — версия модели Nokia 1100 с белым экраном и возможностью доступа в интернет WAP.
Nokia 1108 — модификация также с белым экраном, но для азиатского рынка.
Телефон может работать только, если вставлена SIM-карта (в противном случае появится надпись «Вставить SIM»). Аккумулятор Nokia BL-5C, стандартный для этого телефона, имеет длительный режим ожидания и разговора — эта батарея используется в более продвинутых моделях, но в 1100 она потребляет немного мощности из-за экрана 96 x 65, следовательно, повышает длительность работы до 400 часов. Поддерживается контактов в телефоне (максимум) — 50 номеров, память телефона — 2 MB. 
Телефон похож на модели 5110, 3210 и 3310, тоже популярные в своё время. Такие модели стабильно пользовались спросом до того, как телефоны получили камеры, цветной экран и полифонию.
Встроенные игры входят: Snake 2, Space Invaders, Sudoku.